# Lillian Axe (album)
Lillian Axe è il primo album in studio dei Lillian Axe, uscito nel 1988 per l'Etichetta discografica MCA Records.

## Tracce
1. Dream of a Lifetime (Blaze)5:18
2. Inside Out (Blaze) 3:57
3. Vision in the Night (Blaze) 3:20
4. Picture Perfect (Blaze) 4:00
5. The More That You Get (Blaze, King) 3:06
6. Misery Loves Company (Blaze) 3:27
7. Nobody Knows (Blaze) 4:19
8. Hard Luck (Blaze, Ster, Stratton, Taylor) 4:50
9. Waiting in the Dark (Blaze) 4:29
10. Laughing in Your Face (Blaze, Taylor) 3:54

## Formazione
- Ron Taylor - vocals
- Stevie Blaze - chitarra, tastiere, cori
- Jon Ster - chitarra, tastiere, cori
- Rob Stratton - basso, cori
- Danny King - batteria

### Altri musicisti
- Michael Dorian - tastiere
- Nate Winger - cori
- Paul Winger - cori